# Josef Jindřišek
Josef Jindřišek (14 febbraio 1981) è un calciatore ceco, difensore del Bohemians 1905.